# 福本エミ
福本 エミ（ふくもと えみ、1995年11月3日 - ）は日本の元女性ファッションモデル。スターダストプロモーションに所属していた。

## 略歴
小学生の時、スカウトされて事務所『スターダストプロモーション』に所属する。
2009年5月号から中学生向けファッション雑誌『ニコラ』の専属モデルとして活躍。

事務所に所属した小学生の頃からモデルを目指し、数多くの雑誌のオーディションを受けてきたが合格出来なかったため、ニコモに選ばれたのは嬉しかったと語る。
2010年4月よりニコラネット内ニコ☆ログの担当の一人となる。
2010年秋冬カタログより、西内まりやから引き継ぎ、中山絵梨奈、清野菜名と共に『Lindsay』イメージモデルに就任。
2011年1月号で初表紙、この号の表紙は福本、中山絵梨奈、古畑星夏、池田依來沙、春川芽生、松井愛莉、田中若葉、藤田ニコル、藤麻理亜、三瓶みなみの10名。
2011年、新ブランド『POPSYCHAM』の誕生に伴い、LindsayからPOPSYCHAMイメージモデルへ移る。
2012年3月28日に開催された「nicola東京開放日2012」にてニコラを卒業。同誌での表紙起用回数は5回であった。
2013年4月11日の公式ブログにて、4月末で事務所退所することを発表。

## 人物
- 趣味はヒップホップダンス・ジャズダンス、パソコン。特技はそろばん。

## 出演

### 雑誌
- ニコラ（新潮社、 2009年5月号 -　2012年5月号）専属モデル

### カタログ
- ナルミヤ・インターナショナル
  - Lindsay（2010年秋冬）イメージモデル
  - POPSYCHAM（2011 spring - 2012 spring）イメージモデル
- サン宝石『Fancy POCKET Girls No47』（2012年4月）
- セシール『Cupop』（2012年秋号）

### ミュージック・ビデオ
- LOVE 『First Love ～ラブレター～』（2009年8月）
- lela 『樹海の月（アルバム「樹海の月」収録曲）』（2010年6月23日）
- GReeeeN 『オレンジ』（2012年4月25日）
- GLAY 『Bible』（2012年5月23日）

### テレビ番組
- ネクストプリンセス（2009年、テレビ東京）[4]

### ＣＭ
- ソフトバンクモバイル（2011年4月25日、松木先生篇 / 親子でドッジボール篇）

### インターネットテレビ
- nicola©（goomo） - 不定期出演